# Gandalf Grand Master Award
De Gandalf Grand Master Award voor het levenswerk in fantasy werd jaarlijks uitgereikt door de World Science Fiction Society van 1974 tot 1980. De winnaars werden geselecteerd in een stemming door de leden.
De prijs is genoemd naar de tovenaar Gandalf, uit het werk van J.R.R. Tolkien. Tolkien ontving als eerste de prijs.

## Winnaars
- 1974 - J.R.R. Tolkien
- 1975 - Fritz Leiber
- 1976 - L. Sprague de Camp
- 1977 - Andre Norton
- 1978 - Poul Anderson
- 1979 - Ursula K. Le Guin
- 1980 - Ray Bradbury

In 1978 and 1979 werd ook een Gandalf Award uitgereikt voor fantasy boeken:
- 1978 - The Silmarillion door J.R.R. Tolkien
- 1979 - The White Dragon door Anne McCaffrey